# Paul Swan
Paul Spencer Swan (Ashland, 5 giugno 1883 – Bedford Hills, 1º febbraio 1972) è stato un attore, ballerino, pittore e scultore statunitense.

## Biografia
Paul Swan nacque ad Ashland nel 1883 e si trasferì in Nebraska con la famiglia all'età di sei anni. Durante l'adolescenza visse in diverse città del Midwest, stringendo durature amicizie con membri delle comunità LGBT locali, tra cui Willa Cather. Nel 1906 si trasferì a New York, dove fu assunto dalla rivista Delineator per disegnare cappelli per signore.
Nel 1910 fece il suo debutto sulle scene newyorchesi recitando accanto ad Alla Nazimova nella pièce di Ibsen Il piccolo Eyolf. Swan realizzò un dipinto della Nazimova che piacque talmente tanto all'attrice che gliene commissionò altri quattro; con il ricavato Swan finanziò i propri viaggi in Egitto e in Grecia, dove intraprese la carriera da danzatore. Nel 1911 sposò Helen Palmer Gavit, nipote dello scultore Erastus Dow Palmer. Nonostante i continui tradimenti di Swan con uomini e donne, la coppia ebbe due figli e rimase unita fino alla morte della donna nel 1951.
Le danze di ispirazione greca che Swan imparò durante il suo viaggio ne influenzarono lo stile per tutta la vita; Swan rigettò i movimenti contemporanei della danza espressionista e futurista, creando un proprio stile che suscitò scalpore in occasione del suo debutto parigino nel 1915. Durante le sue esibizioni Swan si spogliava completamente, una scelta che contribuì a renderlo sia popolare che controverso. In questo periodo divenne amico e forse amante di Isadora Duncan, che ritrasse nel 1922.
Grazie alla sua formazione come ballerino, Swan riuscì ad ottenere un discreto successo nei film muti, tra cui Diana the Huntress e I dieci comandamenti di Cecil B. DeMille. Lo scoppio della seconda guerra mondiale, durante la quale gran parte delle sue opere furono distrutte, lo spinse a ritornare negli Stati Uniti, dove ormai aveva perso la popolarità degli anni dieci e venti. Tuttavia, riuscì ad ottenere il posto di artista residente alla Carnegie Hall, dove si esibì settimanalmente tra il 1939 e il 1969. Con il passare degli anni, lo stile di Swann passò definitivamente di moda, ma mantenne una certa popolarità come figura camp. Andy Warhol filmò il suo numero nel film Camp.
Morì a Bedford Hills all'età di 88 anni nel 1972 e fu sepolto insieme alla famiglia a Crab Orchard.

## Filmografia
- Diana the Huntress, regia di Charles W. Allen e Francis Trevelyan Miller (1916)
- I dieci comandamenti (The Ten Commandments) di Cecil B. DeMille (1923)
- Camp, regia di Andy Warhol (1965)
- The Illiac Passion, regia di Gregory J. Markopoulos (1967)

## Galleria d'immagini

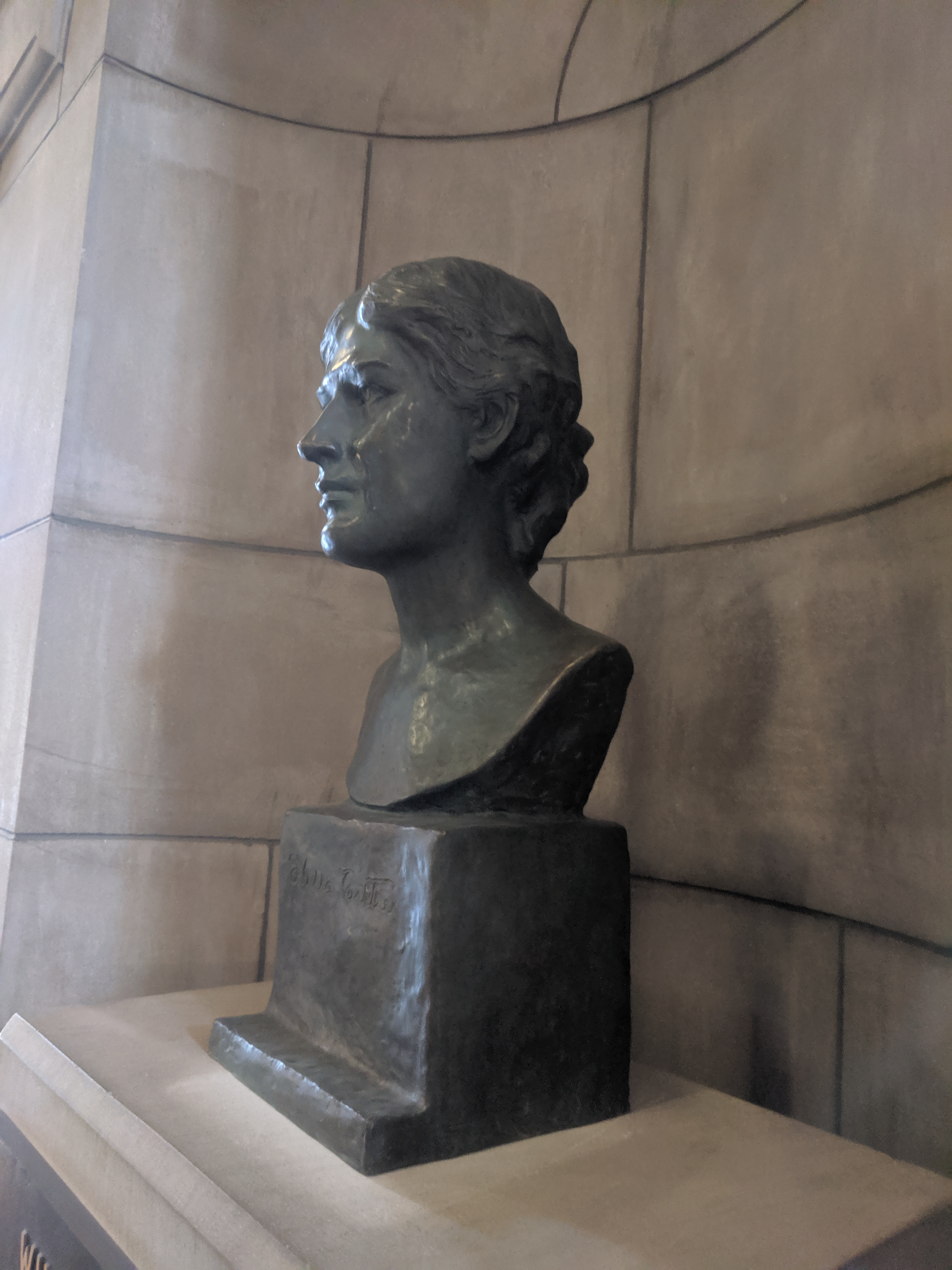
Busto di Willa Cather
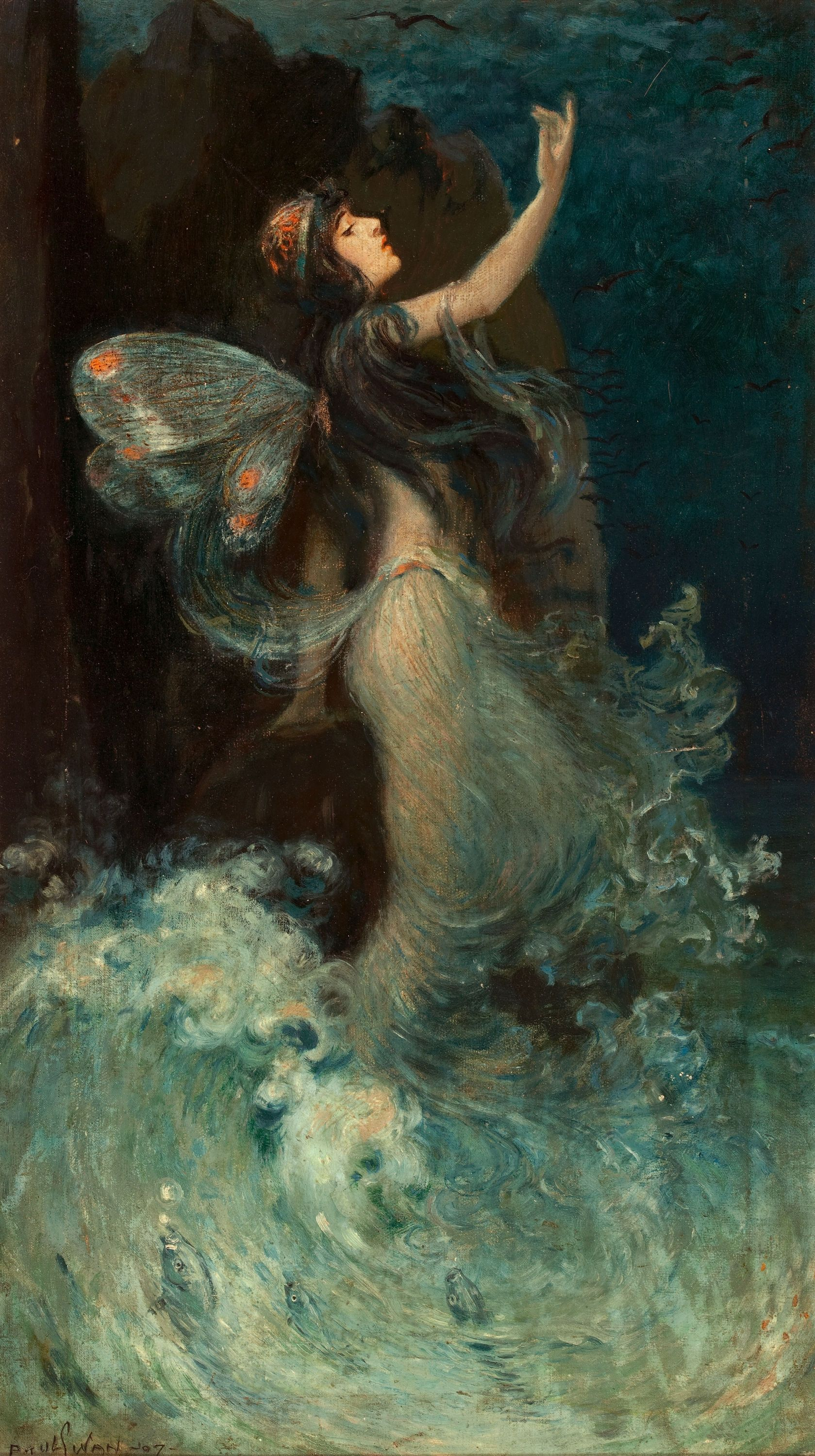
Ninfa d'acqua (1907)
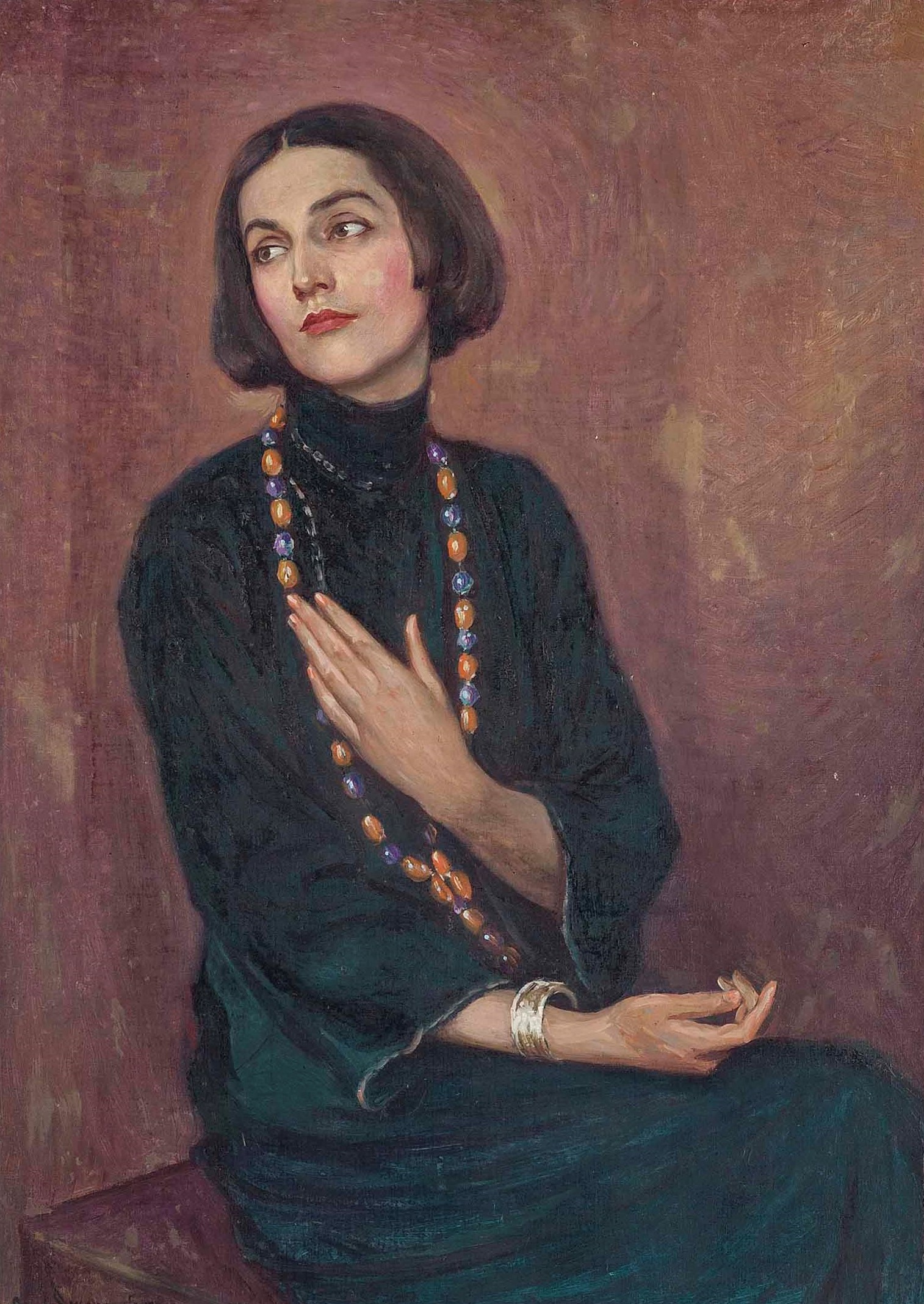
Ritratto di Isadora Duncan (1922)
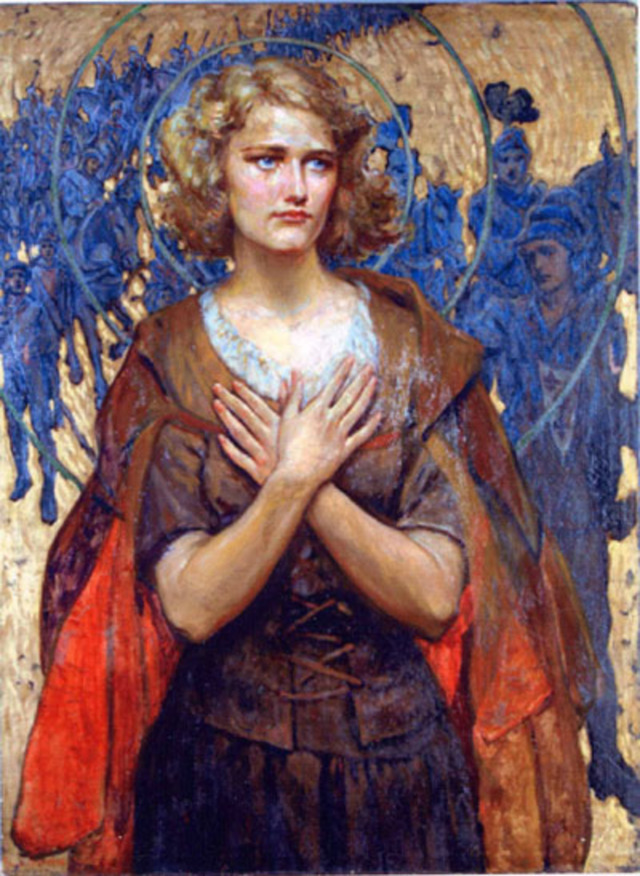
Ritratto di Giovanna d'Arco (1922)
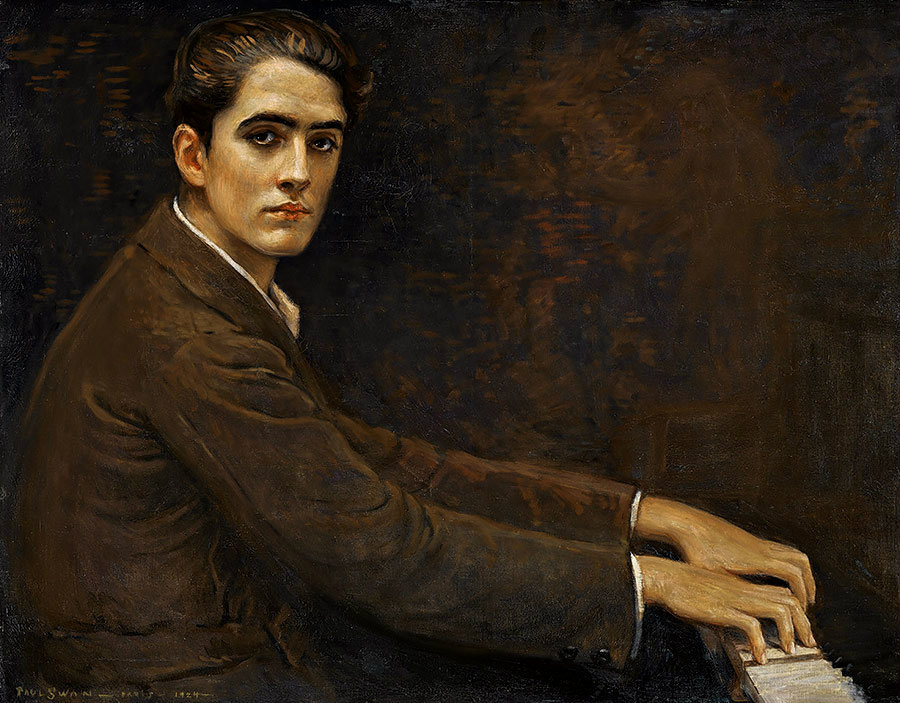
Ritratto di Joaquín Nin-Culmell (1924)